# Alberto Fujimori
Alberto Fujimori (Lima, 26. srpnja 1938. – Lima, 11. rujna 2024.) bio je peruanski predsjednik (1990. – 2000.). 
Fujimori je optužen za 21 kazneno djelo, među kojima su korupcija i politička odgovornost zbog ubojstava 25 ljudi, među kojima i jedno dijete, koja su početkom 1990-ih godina izvršili tzv. odredi smrti. Unatoč tome Peruanci Fujimorija ne pamte po mračnim stranama njegove vladavine, nego po tome što je gradio škole, zaustavio teror i nasilje krajnje ljevičarske gerile i obuzdao inflaciju koja je dostizala 7600 %. 
Godine 1997. zadobio je simpatije Peruanaca kada je njegov tim od 140 komandosa upao u kompleks japanskog veleposlanstva u kojoj je 14 revolucionara MRTA-e držalo taoce 126 dana tražeći oslobođenje oko 400 njihovih pripadnika. Oko te akcije mišljenja su podjeljena jer su ubili sve revolucionare, iako su se neki navodno bili već predali.
Od 2000. do 2005. godine boravio je u Japanu. Uhićen je u Čileu tijekom posjeta 2005. godine gdje se iznenada pojavio želeći se ponovno kandidirati za peruanske predsjedničke izbore 2006. godine. U rujnu 2007. godine vrhovni sud Čilea donosi odluku o njegovoj ekstradiciji Peruu. U Peruu mu je suđeno za zločine protiv čovječnosti, korupciju i otmice. Osuđen je na 25 godina zatvora 7. travnja 2009. godine i to je prvi put da se jedan demokratski izabran predsjednik Latinske Amerike osuđuje na zatvorsku kaznu.

## Vanjske poveznice
|  | Zajednički poslužitelj ima stranicu o temi Alberto Fujimori |